# Borzenica (przystanek kolejowy)
Borzenica – dawny wąskotorowy kolejowy przystanek osobowy we wsi Bożenica, w województwie podlaskim, w Polsce.